# Chất chống ẩm

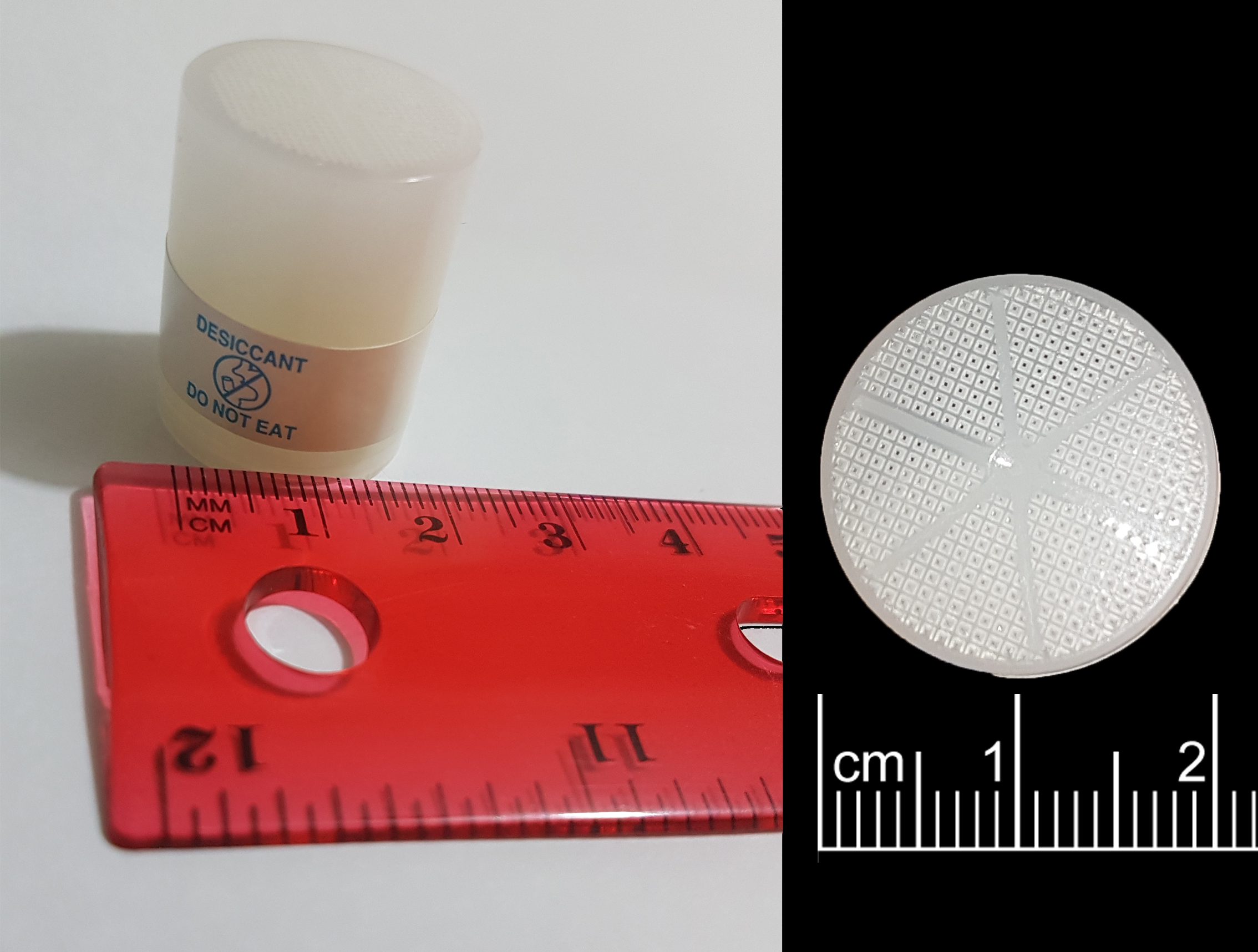
Hộp thường chứa đầy silica gel và các sàng phân tử khác được sử dụng nhưng chất chống ẩm trong những thùng chứa y dược để giữ khô; hiển thị cùng với 1 đồng xu 25 cent của Hoa Kỳ để so sánh kích thước.

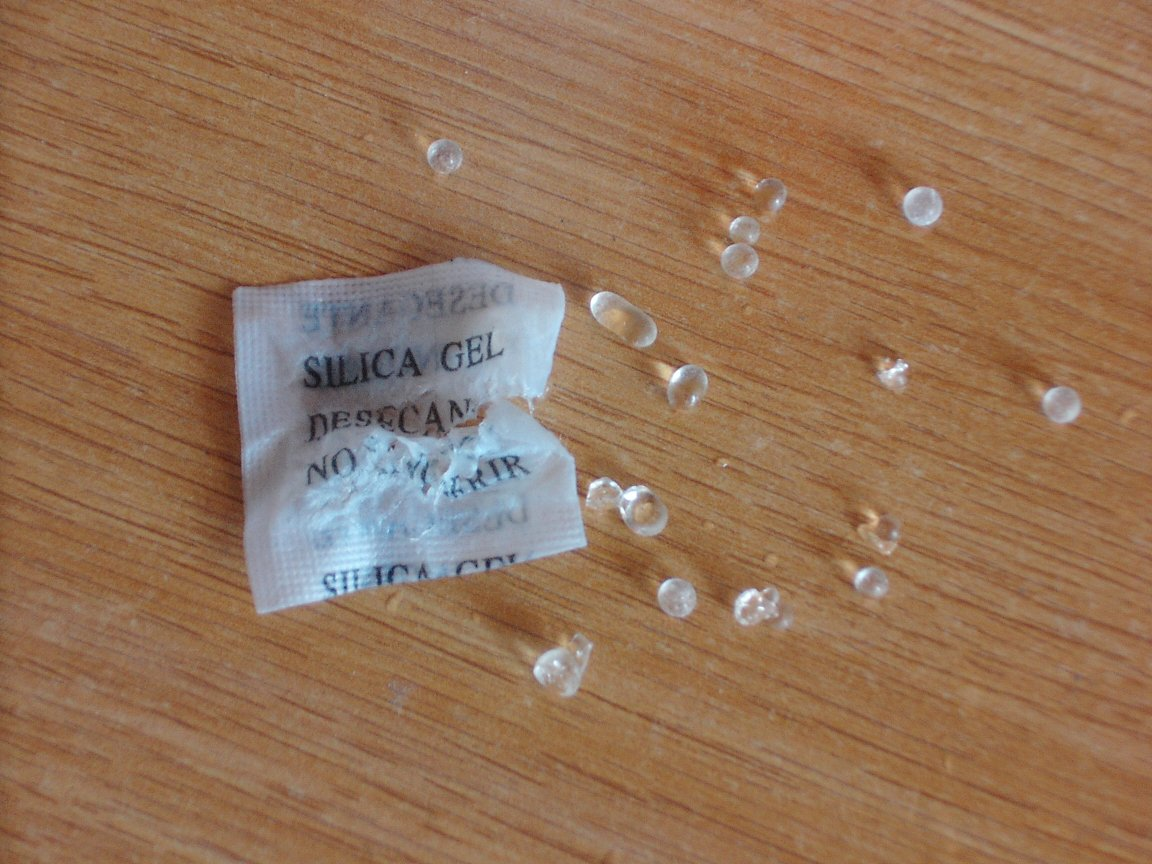
Silica gel trong một túi nhỏ.

Chất chống ẩm, chất hút ẩm hoặc chất làm khô là một chất nhạy ẩm  có thể gây ra hoặc giữ ổn định một trạng thái khô trong vùng lân cận của nó. Chất chống ẩm thường gặp  được đóng gói sẵn và là các chất rắn có thể hấp phụ nước. Chúng thường được thấy trong thực phẩm để giữ nguyên độ giòn. Trong công nghiệp, chất chống ẩm được sử dụng rộng rãi để kiểm soát mực nước trong các dòng khí.

## Phân loại
Chất chống ẩm là những chất hóa học bền và trơ, và một số các chất chống ẩm hữu dụng với những đặc tính này đã được nhận biết và sử dụng rộng rãi. Chất chống ẩm phổ biến nhất là silica, một chất rắn màu trắng, trơ, không độc, không hòa tan trong nước. Hàng chục ngàn tấn đã được sản xuất mỗi năm để dùng cho mục đích này.   Các chất chống ẩm khác bao gồm than hoạt tính, calci sulfat (Drierite), calci chloride, và sàng phân tử (thường là zeolit).

## Làm khô dung môi

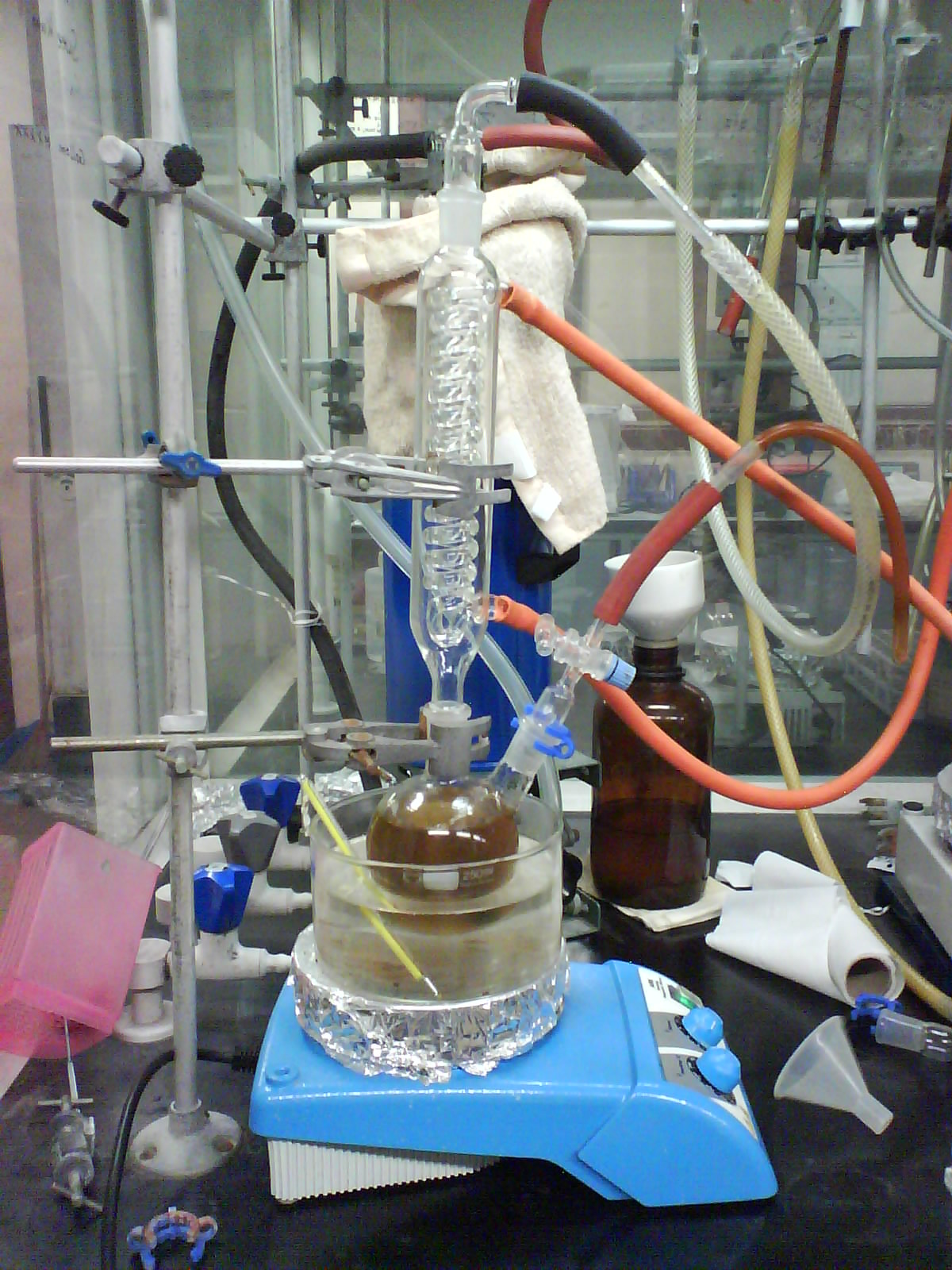
Toluen được hồi lưu với natri và benzophenone để tạo ra toluen khô và không có oxy. Toluen được làm khô và khử oxy khi thấy được màu xanh đậm của gốc benzophenon ketyl.

Chất chống ẩm cũng được sử dụng để tách nước ra khỏi các dung môi, do yêu cầu đặc thù trong các phản ứng hóa học không chịu nước, chẳng hạn như phản ứng Grignard. Phương pháp thường là trộn dung môi với chất chống ẩm thể rắn. Dung môi đã được làm khô sẽ được tách khỏi chất chống ẩm bằng cách lọc hoặc chưng cất.